# Moritz Kraut

Moritz Kraut

Moritz Kraut (* 3. Februar 1905 in Neibsheim; † 29. Dezember 1941 in Boriszewo, UdSSR) war ein deutscher Politiker (NSDAP) und SA-Führer.

## Leben und Wirken
Kraut war der Sohn eines Bauern. Nach dem Besuch der Volksschule erlernte er das Tischlerhandwerk. Ergänzend dazu besuchte er Gewerbe-Fachschulen und nahm Unterricht in Modell- und Maschinenbau. Anschließend war er einige Jahre lang in verschiedenen Städten in seinem erlernten Beruf als Tischler tätig. In Berlin arbeitete er als Betriebsangestellter und Betriebsassistenten. Nach 1933 war er Betriebsingenieur in der Omnibushauptwerkstatt der Berliner Verkehrsbetriebe in Treptow.
Nachdem Kraut bereits 1923 in Mannheim in Kontakt mit der NS-Bewegung gekommen war, lernte er 1928 einige Mitarbeiter von Joseph Goebbels kennen, die ihn Ende September 1928 nach Berlin holten. Zum 1. November 1928 trat er der NSDAP bei (Mitgliedsnummer 104.659) und wurde auch Führer einer SA-Einheit im Bezirk Moabit. Danach betätigte er sich im SA-Sturm 6, bevor er im Sommer 1932 zum SA-Sturmbannführer befördert wurde und im November desselben Jahres Führer des Sturmbanns 16 bzw. wenige Monate nach der Machtergreifung der Nationalsozialisten SA-Standartenführer der SA-Standarte 16 wurde und dies bis zum Sommer 1934 blieb. Zu diesem Zeitpunkt übernahm er als Nachfolger des verstorbenen Hermann Voß die Führung der SA-Standarte 2 (Kürtemeyer), die er bis Juli 1939 beibehielt. Während dieser Zeit erreichte er mit der Beförderung zum SA-Oberführer am 9. November 1937 seinen höchsten SA-Rang. Am 1. August 1939 übernahm Kraut schließlich die Führung der SA-Standarte 6.
Im Februar 1936 trat Kraut im Nachrückverfahren für den ausgeschiedenen Abgeordneten Walther Schulze-Wechsungen im Wahlkreis 3 (Berlin Ost) in den nationalsozialistischen Reichstag ein.
Ab 1939 nahm Kraut als Infanterist und Panzerjäger am Zweiten Weltkrieg teil. Im Krieg wurde er zum Leutnant (4. Januar 1941) befördert und mit dem Eisernen Kreuz beider Klassen sowie dem Infanteriesturmabzeichen ausgezeichnet. Kraut starb am 29. Dezember 1941 bei Kampfhandlungen an der Ostfront. Krauts Reichstagsmandat wurde anschließend von Kurt Mende bis zu dessen Tod im Juli 1944 weitergeführt.